# TVA Films
TVA Films est une compagnie de production et distribution de films et de télévision québécoise créée en 1956 par Groupe TVA, une division de Québecor Média.

Ancien logo.

## Historique
La société a été créée en 1956 par André Larin en tant que société de production de réseaux sociaux ; aucun logo n'a été créé avant 1990.
En mai 2000, deux mois après avoir acheté Motion International, une société de distribution et de production de films et de télévision, le Groupe TVA la rebaptise TVA International. Deux ans plus tard, TVA International devient TVA Films.